# Leonhard Truog
Leonhard Truog (* 18. Mai 1760 in Schiers; † 24. April 1848 in Ilanz) war ein Schweizer reformierter Geistlicher und Historiker.

## Leben
Leonhard Truog entstammte einer Familie von Landwirten und besuchte an seinem Geburtsort Schiers die Dorfschule. Später wurde er vom Pfarrer der Gemeinde ausgebildet. 
Von 1782 bis 1784 betätigte er sich als Hauslehrer in Rodels. In Bondo GR wurde er am 19. Juni 1784 in die evangelisch-rätische Synode aufgenommen, womit er im Freistaat der Drei Bünde als Pfarrer tätig sein durfte. Zwar ist er kurzzeitig an der Berner Akademie wiederzufinden, übernahm aber im gleichen Jahr die Pfarrstelle in Thusis. 
In den kantonalen Kirchenrat 1808 berufen, setzte die Synode Truog 1814 als Vizedekan ein. 1825 ernannte man ihn zum Dekan des Grauen Bundes. 
Neben diesen Ämtern war er bis zu seinem Tod auch weiterhin als Pfarrer tätig. Truog starb am 24. April 1848 in Ilanz im Alter von 87 Jahren.
Truog verfasste mehrere historische Werke über den Kanton Graubünden.

## Werke
- Ankündigung einer Schulanstalt. 1801.
- Patriotische Ermunterung an Kenner und Freunde des Vaterlandes. 1803.
- Neujahrspredigt. 1804.
- Das pflichtmässige christlich-weise Verhalten bey und in Lebensgefahren: Eine Leichenpredigt, vorgetragen in Thusis den 26. May 1806, bey der feyerlichen Beerdigung Sr. Wolerwürdigen des Herrn Pfarrers Peter Schamaun, gewesenen treuen Seelsorger der Ehrs. Gemeinde Avers, über Psalm 69, v. 2 und 3. Nebst einer Lebensbeschreibung des Verewigten, und einer Rede an seinem Grabe gehalten; der traurenden Pfarrgemeinde Avers als Beweis der Hochachtung und Theilnahme gewidmet. Luzein 1806.
- Geschichte der Reformation in Graubünden. Chur 1819, Digitalisat.
- Rückerinnerungen an meine diesjährige Synodalreise, und besonders an meinen vergnügten Aufenthalt im Puschlaf. Eine Korrespondenz-Nachricht einem Freunde mitgetheilt; un aber als achtungsvolles, bleibendes Andenken der Ehrsamen reformirten Pfarrgemeinde Puschlaf und dem Wohllöblichen Vorstande derselben öffentlich gewidmet. Chur 1825.
- Neue Geographie oder: ausführliche und gründliche Beschreibung dieses merkwürdigen Landes und seiner Einwohner, mit vielen historischen, statistischen und topographischen Bemerkungen. Chur 1826.
- Dekan Leonhard Truogs Leben von ihm selbst beschrieben. Hrsg. Jakob Rudolf Truog. Schiers 1911.